# Fußball-Ostzonenmeisterschaft 1948
Die Ostzonenmeisterschaft 1948 war die erste Fußballmeisterschaft in der Sowjetischen Besatzungszone. Sie fand vom 13. Juni bis 4. Juli 1948 statt. Teilnehmer waren die jeweils  besten beiden Teams aus den fünf  Landesmeisterschaften. 
Die Endrunde wurde im K.-o.-System ausgespielt. Erster Ostzonenmeister wurde die SG Planitz aus Zwickau. Deren Teilnahme an der gesamtdeutschen Meisterschaft (die Viertelfinalpaarung gegen den 1. FC Nürnberg stand bereits fest) scheiterte dann aber an den politischen Vorkommnissen des Jahres 1948 (Währungsreform in den Westsektoren und die daraus resultierenden Spannungen zwischen Ost und West).

## Vorgeschichte
Seit 1946 wurden Meisterschaftspunktspiele in unteren regionalen Ligen ausgespielt. Danach entstanden die Landesklassen der fünf Länder.
In Brandenburg und Mecklenburg wurden die Meister ermittelt, in Sachsen, Sachsen-Anhalt und Thüringen wurde nur bis zum Halbfinale gespielt. 

## Verlauf
Zuerst ermittelten der Vizemeister von Brandenburg und je ein Halbfinalsieger aus Sachsen, Sachsen-Anhalt und Thüringen in Ausscheidungsspielen zwei Viertelfinalisten. Im Viertelfinale nahmen dann außerdem die Meister von Brandenburg und Mecklenburg, der Vizemeister von Mecklenburg, sowie die anderen Halbfinalsieger aus Sachsen, Sachsen-Anhalt und Thüringen teil. Gespielt wurde jeweils ein Spiel an einem neutralen Ort. 
Das Finale gewann die SG Planitz aus Zwickau gegen die SG Freiimfelde Halle in Leipzig mit 1:0.

## Qualifikationsspiele
Teilnehmer
| SG Babelsberg        | Vizemeister Brandenburgs        |
| SG Meerane           | Semifinalsieger Sachsens        |
| SG Sportfreunde Burg | Semifinalsieger Sachsen-Anhalts |
| SG Sömmerda          | Semifinalsieger Thüringens      |

Spiele
| Datum                                                                                                |                   | Ergebnis  |               | Austragungsort | Zuschauer |
| --- | ----------------- | --------- | ------------- | -------------- | --------- |
| 13. Juni 1948                                                                                        | Sportfreunde Burg | 1:0 (1:0) | SG Sömmerda   | Jena           | 20.000    |
| 13. Juni 1948                                                                                        | SG Meerane        | 3:1 (2:1) | SG Babelsberg | Planitz        | 10.000    |
| Damit waren die Sportfreunde Burg und die SG Meerane für das Viertelfinale der Endrunde qualifiziert |                   |           |               |                |           |

## Endrunde

### Teilnehmer
| SG Cottbus-Ost                 | Meister Brandenburgs            |
| SG Schwerin                    | Meister Mecklenburgs            |
| SG Wismar-Süd                  | Vizemeister Mecklenburgs        |
| SG Planitz                     | Semifinalsieger Sachsens        |
| SG Freiimfelde Halle           | Semifinalsieger Sachsen-Anhalts |
| SG Weimar-Ost                  | Semifinalsieger Thüringens      |
| Sieger der Qualifikationsrunde |                                 |

(Mannschaften aus Ost-Berlin waren wegen des besonderen Status der Stadt nicht beteiligt, sie spielten in einer Gesamt-Berliner Stadtliga.)

### Viertelfinale
| Datum         |                      | Ergebnis            |                   | Austragungsort | Zuschauer |
| ------------- | -------------------- | ------------------- | ----------------- | -------------- | --------- |
| 20. Juni 1948 | SG Meerane           | 2:1 n. V. (1:1,1:1) | Sportfreunde Burg | Leipzig        | 15.000    |
| 20. Juni 1948 | SG Schwerin          | 1:3 (1:2)           | SG Planitz        | Schwerin       | 11.000    |
| 20. Juni 1948 | Cottbus-Ost          | 0:1 n. V. (0:0)     | SG Weimar-Ost     | Cottbus        | 15.000    |
| 20. Juni 1948 | SG Freiimfelde Halle | 3:1 (0:1)           | SG Wismar-Süd     | Halle          | 10.000    |

### Halbfinale
| Datum         |                      | Ergebnis  |               | Austragungsort                            | Zuschauer |
| ------------- | -------------------- | --------- | ------------- | ----------------------------------------- | --------- |
| 27. Juni 1948 | SG Freiimfelde Halle | 5:2 (2:2) | SG Meerane    | Magdeburg                                 | 10.000    |
| 27. Juni 1948 | SG Planitz           | 5:0 (2:0) | SG Weimar-Ost | Dresden, Stadion im Ostragehege\|\|25.000 |           |

### Finale
| Paarung              | SG Planitz – SG Freiimfelde Halle |
| Ergebnis             | 1:0 (1:0) |
| Datum                | 4. Juli 1948 |
| Stadion              | Probstheidaer Stadion, Leipzig |
| Zuschauer            | 40.000 |
| Schiedsrichter       | Kurt Liebschner (Weißenfels) |
| Tore                 | 1:0 Weiß (38.) |
| SG Planitz           | Anton Huber – Erich Merkel, Egon Jugel – Günter Schneider, Herbert Seltmann, Erich Meichsner – Hans Meier, Johannes Breitenstein, Horst Weiß, Karl Dittes, Helmut Fischer |
| SG Freiimfelde Halle | Kurt Grimm – Fritz Belger, Hans Meyer – Walter Metzner, Karl-Heinz Scheer, Kurt Fritzsche – Manfred Krüger, Heinz Pabst, Paul Brandt, Horst Blüher, Karl Gola             |